# Gustav von Bonin
Gustav Carl Giesbert Heinrich Wilhelm Gebhard von Bonin (* 23. November 1797 in Heeren; † 2. Dezember 1878 in Berlin) war ein preußischer Verwaltungsjurist und Politiker.

## Familie
Er entstammte einem alten hinterpommerschen Adelsgeschlecht mit gleichnamigem Stammhaus südlich von Köslin, das im Jahr 1294 erstmals urkundlich erwähnt ist. Seine Eltern waren der Gutsbesitzer Gustav von Bonin (1773–1837) und dessen Ehefrau Anna Elisabeth von Plettenberg (1776–1843), eine Tochter des Adolf von Plettenberg auf Heeren. Sein Großvater mütterlicherseits war der preußische General Christoph Friedrich Steffen von Plettenberg (1698–1777) auf Lenhausen.
Sein Bruder war der preußische General der Infanterie Adolf von Bonin (1803–1872).
Bonin heiratete am 18. Juni 1832 in Magdeburg Maria Keller (1814–1849), Tochter des Magdeburger Kaufmanns Ferdinand Keller und der Johanna Kohlbach. Söhne aus dieser Ehe sind der sächsisch-coburg-gothaische Staatsminister Gisbert von Bonin (1841–1913) und der preußische Generalmajor Gustav von Bonin (1843–1905). Ferner hatte er drei Töchter, darunter:
- Frida (1839–1891) ⚭ Ferdinand Friedrich Wilhelm Karl von Esebeck (1833–1893), Sohn des späteren preußischen Generalleutnants Karl August von Esebeck
- Anna (1848–1936) ⚭ 1898 Benno von Zedlitz-Neukirch (1821–1903), Major a. D., Sohn von Otto von Zedlitz und Neukirch

## Leben
Bonin studierte an den Universitäten Universität Jena, der Friedrich-Wilhelms-Universität zu Berlin und der Georg-August-Universität Göttingen. Seit 1813 war er Mitglied des Corps Saxonia Jena (I). Im Verwaltungsdienst der Krone Preußen wurde er Regierungspräsident im Regierungsbezirk Magdeburg und im Regierungsbezirk Köln. 1845 wurde er Oberpräsident der Provinz Sachsen. In dieser Stellung wusste er mit großer Mäßigung die extremen Parteien nach rechts und links in Zaum zu halten. Nachdem er im September 1848 in das Ministerium Ernst von Pfuel als Finanzminister eingetreten war, trat er bei den parlamentarischen Verhandlungen durch maßvolle Haltung hervor.
Aus dem Ministerium entlassen, kehrte er in sein früheres Amt in der Provinz Sachsen zurück. Dort wie auch später im Preußischen Herrenhaus unterstützte er die Politik des Ministeriums Brandenburg. 1850 zum Oberpräsidenten der Provinz Posen ernannt, richtete er sein Streben vornehmlich auf die Aussöhnung der lange verfeindeten Nationalitäten. Im Mai 1851 musste er das Amt niederlegen, weil er sich nicht an der Wiederherstellung der Kreis- und Provinzialstände beteiligen wollte. 1859 trat er unter dem Ministerium Schwerin wieder in sein früheres Amt als Oberpräsident der Provinz Posen.
Während des Aufstandes im russischen Polen gab er dieses Amt wieder ab. Er wollte sich nicht an den repressiven Maßregeln beteiligen, die das Ministerium Bismarck für nötig hielt. Er lebte seitdem auf seinem Rittergut Brettin bei Genthin, dessen Eigentümer er seit 1834 war. Er war  altliberales Mitglied des Preußischen Abgeordnetenhauses und des Reichstags, dessen Alterspräsident er wurde. Er war Kammerherr und Wirklicher Geheimer Rat.
Außer auf Gut Brettin (ab 1834) war er Gutsherr auf Elvershagen und Tauenzin (1835–1842).